# Chaudeyrolles
 Chaudeyrolles  es una población y comuna francesa, situada en la región de Auvernia, departamento de Alto Loira, en el distrito de Le Puy-en-Velay y cantón de Fay-sur-Lignon.

## Demografía
| 371 | 306 | 217 | 162 | 110 | 108 |
| Para los censos de 1962 a 1999 la población legal corresponde a la población sin duplicidades (Fuente: INSEE [Consultar]) |     |     |     |     |     |